# Artenay
Artenay je francouzská obec v departementu Loiret v regionu Centre-Val de Loire. Žije zde přibližně 2 000 obyvatel.

## Poloha obce
Obec leží na severozápadě departementu Loiret u hranic s departementem Eure-et-Loir.

### Sousední obce
| Růžice kompasu | Poupry (Eure-et-Loir) | Dambron (Eure-et-Loir) | Ruan        | Růžice kompasu |
| Růžice kompasu |                       | Sever                  | Trinay      | Růžice kompasu |
| Růžice kompasu | Artenay               |                        | Trinay      | Růžice kompasu |
| Růžice kompasu | Jih                   |                        | Trinay      | Růžice kompasu |
| Růžice kompasu | Sougy                 | Chevilly               | Bucy-le-Roi | Růžice kompasu |